# Tanya Stephens
Tanya Stephens, nata Vivienne Tanya Stephenson (Saint Mary Parish, 2 luglio 1973), è una cantante giamaicana.

## Discografia
Album
- 1994 - Big Things a Gwaan
- 1997 - Too Hype
- 1997 - Work Out
- 1998 - Ruff Rider
- 2001 - Sintoxicated
- 2004 - Gangsta Blues
- 2006 - Rebelution
- 2009 - Tanya: Collection of Hits (raccolta)
- 2010 - Infallible
- 2013 - Guilty